# Leucocarbo
Leucocarbo Bonaparte, 1856 è un genere di uccelli acquatici della famiglia Phalacrocoracidae.
Quando non c'era la tassonomia odierna, il microcarbo faceva parte di una grande famiglia chiamata in latino Corvus Marinus o in italiano Corvo Marino.

## Tassonomia
Comprende le seguenti specie:
- Leucocarbo bougainvillii (Lesson, 1837) - cormorano guanay
- Leucocarbo atriceps (King, 1828) - cormorano imperiale
- Leucocarbo georgianus (Lönnberg, 1906)) - cormorano di South Georgia
- Leucocarbo bransfieldensis (Murphy, 1936) - cormorano antartico
- Leucocarbo nivalis (Falla, 1937) - cormorano di Heard
- Leucocarbo melanogenis (Blyth, 1860) - cormorano delle Crozet
- Leucocarbo purpurascens (Brandt, 1837) - cormorano delle Macquarie
- Leucocarbo verrucosus (Cabanis, 1875) - cormorano delle Kerguelen
- Leucocarbo carunculatus (J.F.Gmelin, 1789) - cormorano caruncolato
- Leucocarbo chalconotus (G.R.Gray, 1845) - cormorano bronzeo
- Leucocarbo stewarti (Ogilvie-Grant, 1898) - cormorano di Foveaux
- Leucocarbo onslowi (H.O.Forbes, 1893) - cormorano delle Chatham
- Leucocarbo campbelli (Filhol, 1878) - cormorano di Campbell
- Leucocarbo colensoi (Buller, 1888) - cormorano delle Auckland
- Leucocarbo ranfurlyi (Ogilvie-Grant, 1901) - cormorano delle Bounty